# Pomaderris oraria
Pomaderris oraria är en brakvedsväxtart. Pomaderris oraria ingår i släktet Pomaderris och familjen brakvedsväxter.

## Underarter
Arten delas in i följande underarter:
- P. o. calcicola
- P. o. novaezelandiae
- P. o. oraria